# Adela Carreras Taurà
Adelita del Campo
Pour les articles homonymes, voir Carreras, Taura (homonymie) et Campo.
Adelita del Campo (née Adela Carreras Taurà à Barcelone le 3 août 1916 et morte à Perpignan, le 24 juin 1999) est une danseuse, actrice, anarchiste et communiste,, républicaine espagnole et résistante durant la Seconde Guerre mondiale.

## Biographie

### Enfance
Adelita del Campo est née à Barcelone d'un père cubain, Francisco Carreras Milanta, et d'une mère valencienne, Joaquina Taurà Aparicio. Ses parents forment un duo artistique Zari-Zar, et ils passent des années en tournées en Amérique latine.
Adelita est donc élevée par ses grands parents, des républicains. Elle prend des cours de danse classique et de danse espagnole à Barcelone avec El Cartagereno, un ancien danseur de la compagnie de la Argentina. Elle entame dès l'adolescence une carrière de danseuse, chanteuse et actrice en pratiquant tous les répertoires de la culture espagnole.

### LaIIeRépublique espagnole et la guerre civile
Elle adhère aux Jeunesses Libertaires à Alcañiz où elle passe une partie de la Guerre Civile. Membre de l'organisation anarchiste Mujeres libres, elle y exerce des responsabilités au niveau régional.
Elle participe au Théâtre du Front, soutenu par l'UGT, qui joue dans différents villages aragonais et catalans où sont stationnés des bataillons de l'armée de l'Èbre. 
Elle travaille en 1938 à la réserve générale d'artillerie.

### Exil et Seconde Guerre mondiale en France
Après la défaite des Républicains en Catalogne, elle traverse la frontière française avec ses parents et son frère lors de la Retirada en février 1939.  
Elle passe deux ans avec sa mère dans différents camps d’internement dans le sud de la France (camp de concentration d'Argelès-sur-Mer, Bram). Elle rencontre Julián Antonio Ramírez à Argelès où il déclame des poèmes de Federico Garcia Lorca pour l’inauguration d’une baraque en bois construite par les internés pour la culture, lui étant un ancien membre de La Barraca de Lorca sous la République. C'est de son internement dans les camps qu'elle choisit son pseudonyme Adelita del Campo. 
À Bram, elle déploie une intense activité humanitaire, pédagogique et culturelle : elle organise avec sa mère la « Gota de Leche » pour les nourrissons espagnols nés dans les camps.  
Chargée du courrier dans le camp de Bram, elle réussit à retrouver la trace de Juliàn qui s’est engagé dans la 100e compagnie de travailleurs étrangers stationnée à Sainte-Sévère-sur-Indre.  Il a réussi à constituer une troupe théâtrale avec des camarades espagnols et il fait venir Adelita pour chanter et danser.  
En 1942, ils s’installent à Manzat, puis à Combronde dans le Puy-de-Dôme, où ils se marient. En 1942, naît leur fils unique Carlos Ramirez Carreras. La troupe fait de nombreuses tournées dans le Centre et le Massif central. Le couple rencontre à cette époque le photographe Robert Parant, qui fait de nombreuses photographies des deux artistes.  
Lorsque la troupe est dissoute en 1942, le couple se réfugie en Provence, où ils poursuivent leurs activités artistiques et résistantes.

### L'après-guerre
À Toulouse, où Adelita a suivi Julián, elle crée avec ses parents et des musiciens un ensemble de music-hall espagnol qui se produit sans discontinuer pendant deux ans, lors des campagnes de soutien aux prisonniers en Espagne, victimes de la dictature franquiste.
Une lésion pulmonaire l’oblige à renoncer à la scène. Elle s’installe en famille à Paris en 1946, dans un hôtel meublé du 17e arrondissement situé au 2 rue du Caporal-Peugeot. Elle est engagée comme aide-soignante au dispensaire Cervantès de la Croix-Rouge républicaine espagnole (47 rue Monge). 
Elle entre à l’ORTF comme actrice du théâtre radiophonique en langue espagnole, où elle travaille notamment avec Maria Casarès. Pour se perfectionner, elle prend des cours de théâtre dramatique au TNP dirigé par Jean Vilar. 
Elle devient responsable du courrier des auditeurs dans le programme de l’ORTF en langue espagnole Aquí París (l’ancêtre de RFI) où elle va travailler pendant 30 ans, aux côtés de son mari. Leurs voix sont connues et reconnues de tous les Espagnols en exil et des démocrates qui sont restés en Espagne. Contraints à une certaine neutralité, ils contribuent cependant à faire connaître la culture espagnole dans l’exil et les grands poètes républicains (Lorca, Machado, Miguel Hernández).
Après 12 ans passés dans le 17e, le couple s’installe dans une maison à Fontenay-sous-Bois. Ils retournent en vacances en Espagne au début des années 1960 et achètent à la fin des années 1960 un appartement à Sant Joan près d’Alicante.

### Retour en Espagne
L'âge de la retraite venu, peu après la mort de Franco le couple va s’installer à Mutxamel pendant la transition démocratique espagnole.
Adelita continue à être très investie dans les activités culturelles. Elle donne notamment des cours de théâtre à des collégiens et crée en 1979 un groupe théâtral pour les jeunes, appelé «Polseguera», un grand succès auprès des lycéens et des étudiants. 
Elle est aussi engagée dans l’association des amis de Machado à Collioure. 
Elle meurt lors d’un voyage à Perpignan en 1999.